# Rania (ciutat)
Rania és una ciutat i consell municipal del districte de Sirsa a Haryana amb una població de 20.958 al cens de 2001 (1881: 4.626), situada a 29° 28′ N, 74° 54′ E / 29.467°N,74.900°E a la riba dreta del riu Ghaggar, a uns 20 km a l'oest de Sirsa.
Fou capital dels nawabs bhalti de Rania fins a l'annexió el 1858. Fou declarada municipalitat vers 1880.